# St. Clairsville (Ohio)
St. Clairsville és una població dels Estats Units a l'estat d'Ohio. Segons el cens del 2000 tenia 5.057 habitants.

## Demografia
Segons el cens del 2000, St. Clairsville tenia 5.057 habitants, 2.262 habitatges, i 1.431 famílies. La densitat de població era de 908,1 habitants/km².
Dels 2.262 habitatges en un 24,8% hi vivien nens de menys de 18 anys, en un 52,8% hi vivien parelles casades, en un 8% dones solteres, i en un 36,7% no eren unitats familiars. En el 33,7% dels habitatges hi vivien persones soles el 18,4% de les quals corresponia a persones de 65 anys o més que vivien soles. El nombre mitjà de persones vivint en cada habitatge era de 2,18 i el nombre mitjà de persones que vivien en cada família era de 2,78.
Per edats la població es repartia de la següent manera: un 19,8% tenia menys de 18 anys, un 5,6% entre 18 i 24, un 23,1% entre 25 i 44, un 27,6% de 45 a 60 i un 23,9% 65 anys o més.
L'edat mediana era de 46 anys. Per cada 100 dones de 18 o més anys hi havia 78 homes.
La renda mediana per habitatge era de 36.630 $ i la renda mediana per família de 47.808 $. Els homes tenien una renda mediana de 40.597 $ mentre que les dones 25.229 $. La renda per capita de la població era de 23.416 $. Aproximadament el 4,2% de les famílies i el 6,7% de la població estaven per davall del llindar de pobresa.

## Poblacions més properes
El següent diagrama mostra les poblacions més properes.